# Цыганештский Успенский монастырь
Цыганештский Успенский монастырь (Монастырь Цигэнешть; рум. Mănăstirea Țigănești) — мужской монастырь Кишинёвской епархии Русской православной церкви в селе Цыганешты Страшенского района Молдавии.

## История
В 1725 году боярин Лупу Денку и крестьяне из сёл Цыганешты и Кобылка построили деревянный храм для укрытия в нём от набегов татар. В 1741 году возле храма уже был скит, в котором подвизались монахи. Первым настоятелем скита был Варфоломей, а после него — Авраам. В 1758 году татары разграбили скит. Монахи бежали, но по пути татары схватили игумена Самуила и отняли все ценные вещи и документы.
В 1820 году в Цыганештском ските были одна деревянная церковь в честь Успения Пресвятой Богородицы, деревянная колокольня с тремя колоколами, 15 братских келий и одна наместническая, 6 домов для послушников. В 1846—1853 годах на месте прежнего деревянного храма построен новый летний каменный. 15 августа 1851 года его освятили в честь Успения Пресвятой Богородицы. На тот момент в ските проживало 9 насельников, было 10 деревянных келий и трапезное помещение. В 1860 году в ските подвизалось 12 насельников. В 1868—1874 годах на средства купца Христофора Каранжи Искрова возведён зимний Никольский храм. Тогда же построили каменный игуменский корпус, архондарик и братский корпус с погребом. В начале 1880-х годов построен новый каменный братский корпус. В 1900 году в ските было 10 насельников, к 1904 году их число возросло до 48. В 1904 году построен новый каменный братский корпус на 16 келий. На 1905 год в ските было две каменные церкви, колокольня, игуменский корпус с 4 кельями, два каменных братских корпуса на 12 и 16 келий, каменный трапезный корпус 10 кельями, кухня, большой каменный фонтан, малый фонтан, деревянный амбар, дом с погребом, сараи, хлева, каменный погреб для вин, два амбара для кукурузы и три водяные мельницы. В 1910 году построен сруб для паломников.
В 1918 году Цыганештский скит получили статус самостоятельного монастыря. Тогда в нём подвизалось 56 насельников, во владении монастыря было 110 десятин земли, в том числе озеро площадью 1 гектар, лесные угодья, пахотные земли, виноградники, овощные огороды. В 1940 году после присоединения Бессарабии к СССР советские власти отобрали у монастыря 500 гектаров леса. В 1941 году общая площадь монастырских земель составляла 130 гектаров, в монастыре проживало 34 насельника. В 1944 году советские власти отбирают ещё 64 гектара пахотных земель. В 1945 году в монастыре было 49 насельников, власти предпринимают первую попытку закрытия обители. С 1948 года власти обложили монастырь повинностями, которые увеличивались с каждым годом, а земли постепенно отбирались. К 1959 году в собственности обители остались только 7 гектаров земли, которые занимал сам монастырский корпус. 3 июля 1959 года монастырь закрыт властями. Иконы и книги были сожжены. 22 монаха отправились в Гербовецкий монастырь, 8 — в Каприянский, 9 — в сельские приходы, 1 — в семинарию, послушники отправлены по месту жительства, а игумена Иоакима заставили жить в родном селе Бравича под надзором властей. С 1961 по 1991 год в зданиях монастыря располагалась психиатрическая больница. В зимнем храме устроили больничные палаты, а в летнем — медицинский склад. Монастырское кладбище, где хоронили погибших во время Второй мировой войны солдат, было уничтожено.
8 сентября 1992 года община из 12 человек (2 монаха и 10 послушников) во главе с архимандритом Артемием (Бокшей) начинают возрождение обители. В том же году им вернули 49 гектаров земли. 26 августа 1993 года освящён престол Успенского храма, но работы по его восстановлению продолжались до 1998 года. Его освящение состоялось 21 мая 1998 года. В том же году начат ремонт Никольского храма. Его престол освящён 19 декабря 2000 года. Ремонтные работы продолжались до 2009 года. 1 ноября 2009 года Никольский храм был освящён. В том же году построена третья церковь, освящённая в честь иконы Божией Матери «Живоносный источник». В 2013 году в монастыре проживало 18 монахов.

## Настоятели
- Варфоломей ?
- Авраам ?
- Иеромонах Самуил
- Иеромонах Тарасий 1800—1804 и 1809—1811
- Иеромонах Феодосий 1804—1806 и 1811—1816
- Иеромонах Макарий 1806—1816[2]?
- Иеромонах Арсений 1816—1829
- Иеромонах Даниил 1829—1835
- Иеромонах Мартирий 1835—1840
- Игумен Ириней 1840—1844
- Игумен Виктор 1844—1853
- Иеромонах Агафангел 1853—1859
- Иеромонах Владимир 1859
- Игумен Гедеон 1860—1872
- Иеромонах Синисий 1873—1875
- Игумен Августин 1875—1879
- Игумен Иоаникий 1880—1884
- Игумен Исайя 1884—1886
- Игумен Феодорит 1886—1892
- Иеромонах Себастьян 1892—1894
- Игумен Иоанн 1894—1897
- Иеромонах Макарий 1897—1898
- Архимандрит Анфим 1898—1890
- Игумен Синесий 1900—1909
- Игумен Феодосий 1909—1912
- Иеромонах Агафангел 1912—1916
- Иеромонах Августин 1916—1918
- Протосингел Досифтей Вырлану 1920 или 1921 — ?
- Архимандрит Иоаким (Бурля) 1940—1959
- Архимандрит Артемий (Бокша) 1992—1994
- Архимандрит Донат (Боубэтрын) 1994—1997
- Архимандрит Иринарх (Костру) с 1997